# Łosiów (przystanek kolejowy)
Łosiów – przystanek kolejowy w Łosiowie, w województwie opolskim, w Polsce.

## Ruch pasażerski
| Rok  | Wymiana pasażerska na dobę |
| ---- | -------------------------- |
| 2017 | 200-299                    |
| 2022 | 300-499                    |